# Bandeira de Timor-Leste
A Bandeira de Timor-Leste é um dos símbolos oficias de Timor-Leste, foi adotada em 2002. É a mesma que a bandeira de 1975.

## História

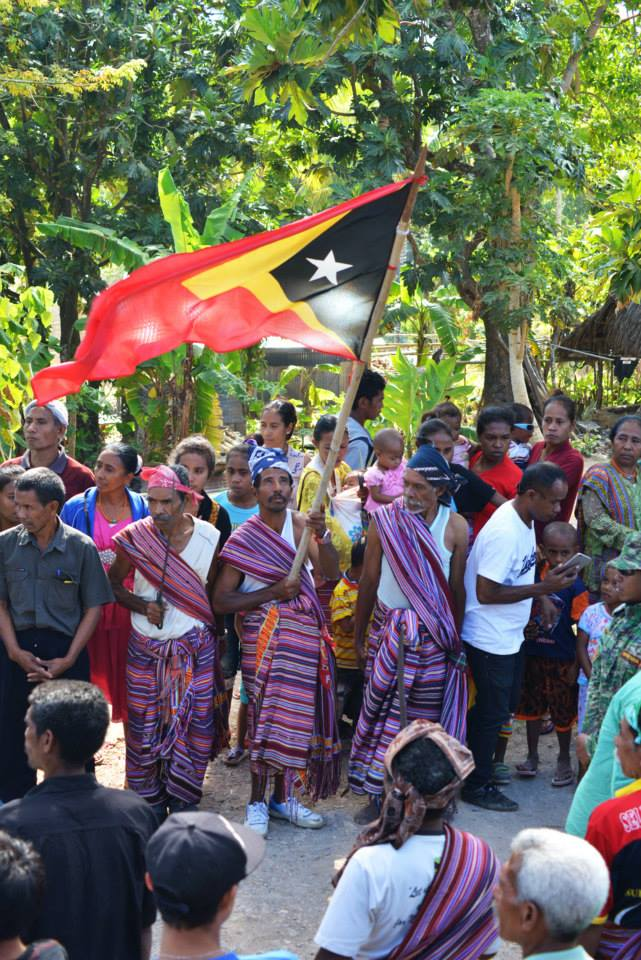
Bandeira em Souro, Timor-Leste

À meia-noite do dia 19 de Maio e durante os primeiros momentos do Dia da Independência, em 20 de Maio de 2002, a bandeira das Nações Unidas foi baixada e a bandeira de um independente Timor Leste foi erguida.

## Cores
Segundo a Constituição de Timor-Leste da República Democrática de Timor Leste, o triângulo amarelo (PMS 123) representa "os traços do colonialismo na História de Timor-Leste". O triângulo preto representa "o obscurantismo que precisa ser superado"; a base vermelha (PMS 485) da bandeira representa "a luta pela libertação nacional"; enquanto a estrela, ou "a luz que guia", é branca para representar a paz. O disposto na Constituição foi regulamentado pela Lei dos Símbolos Nacionais de Timor-Leste.

## Galeria

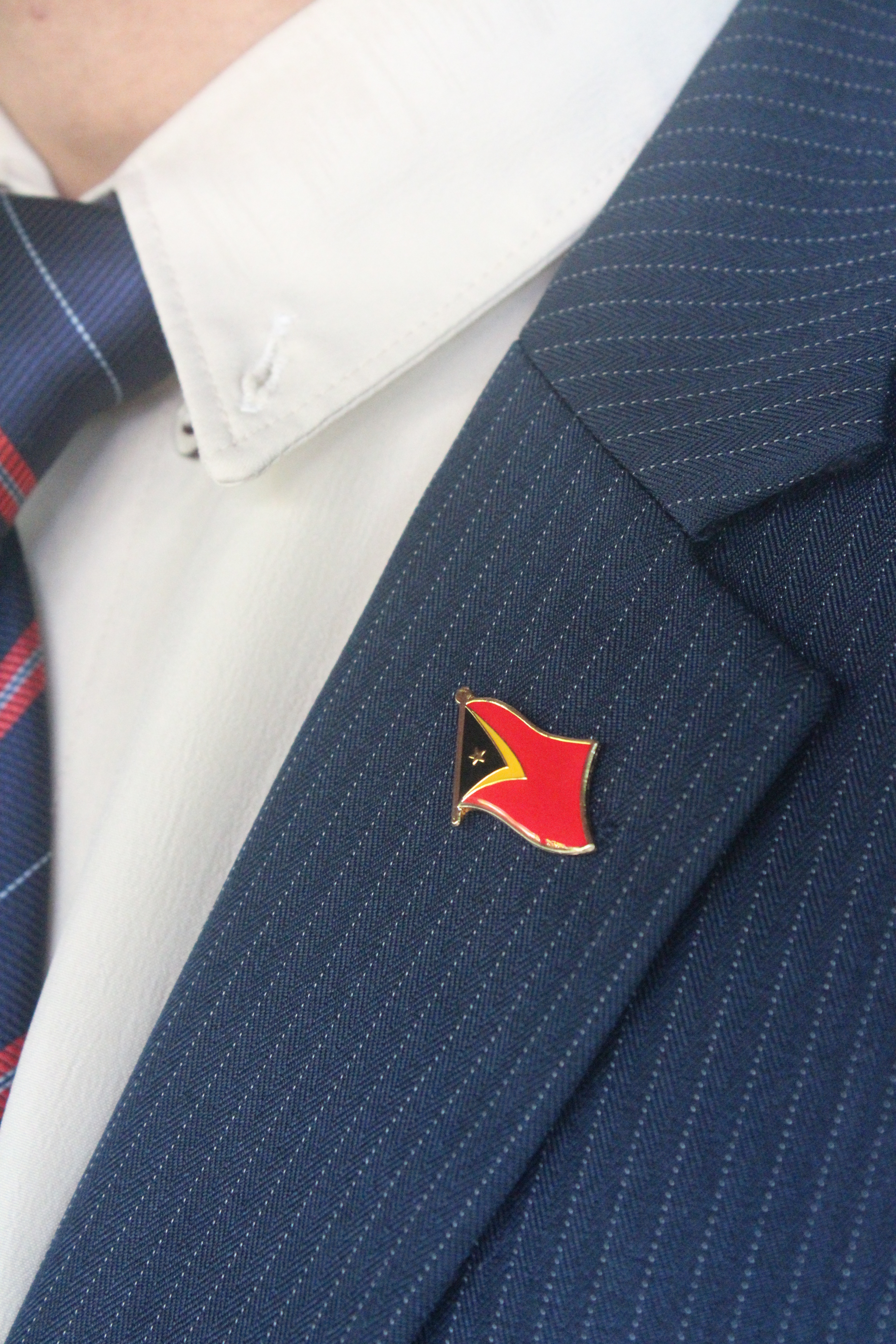
A bandeira em lepela de paletó.
Animação do tremular da bandeira.
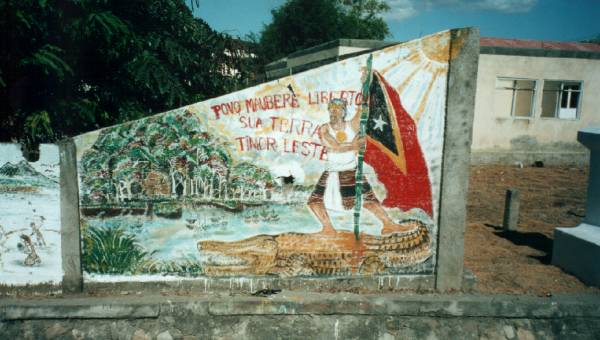
Em monumento pictórico em Manututo.
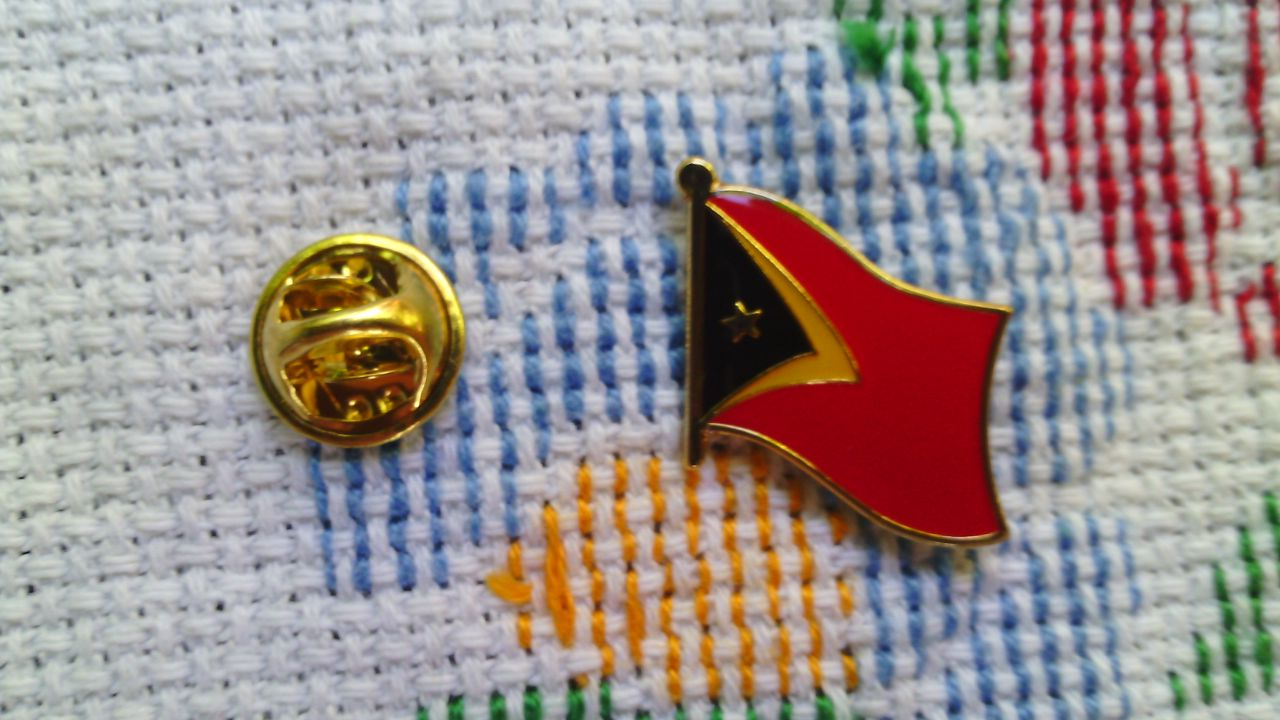
Broche, ou pin.
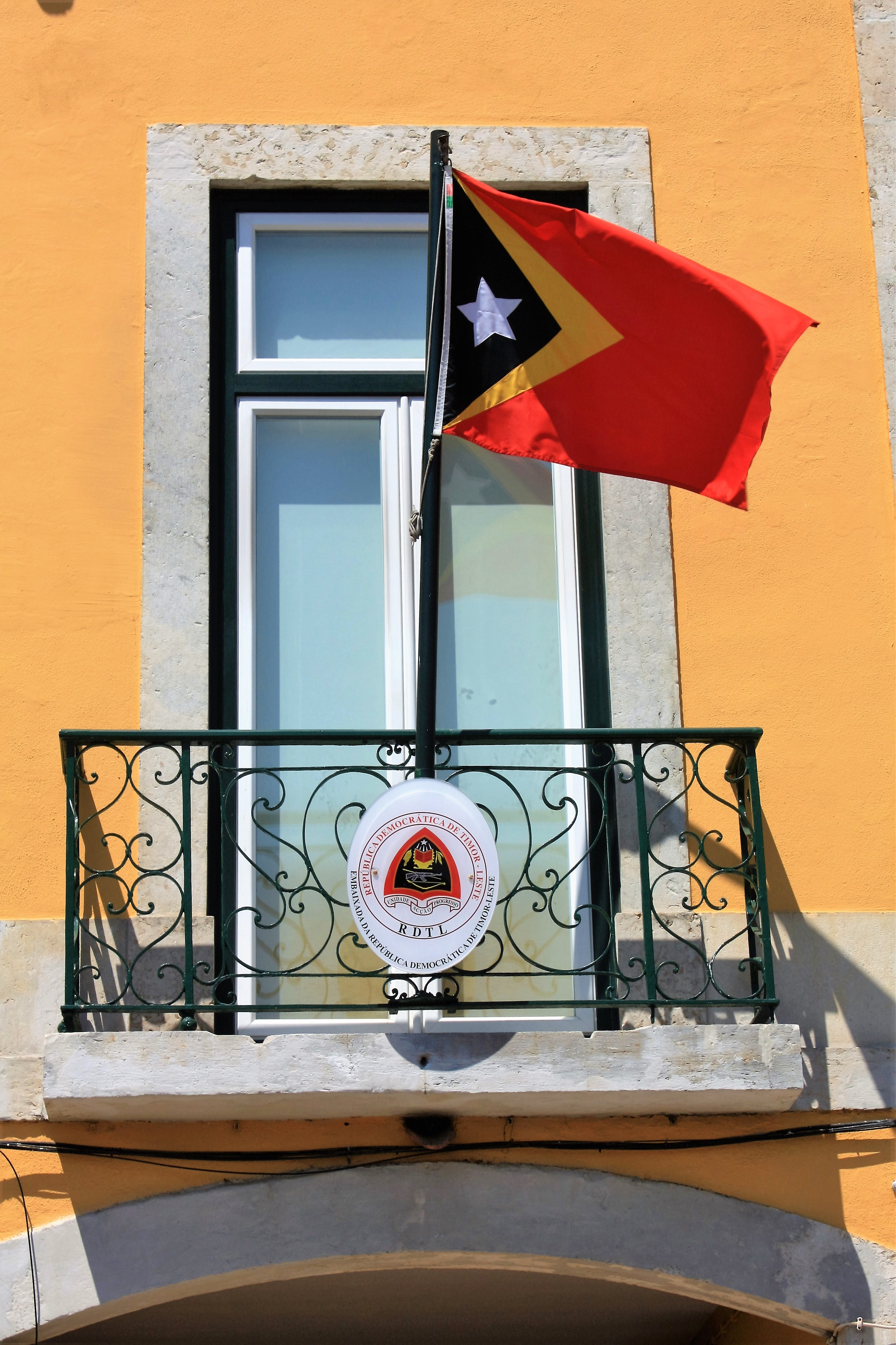
Na embaixada em Lisboa.